# Albert Cohen
Abraham Albert Cohen (16. srpna 1895, Korfu, Řecko – 17. října 1981, Ženeva, Švýcarsko) byl švýcarský spisovatel židovského původu. Psal ve francouzském jazyce.

## Život
Narodil se v sefardské židovské komunitě. Jeho matka Louise Ferro byla původem Italka a otec Marc Cohen vlastnil továrnu na mýdlo. Rodina během jeho dětství, z obavy před pogromy v Řecku, přesídlila do francouzského Marseille, kde si rodiče založili obchod s vejci a olivovým olejem. Albert Cohen tam navštěvoval nejprve soukromou katolickou školu a pak vystudoval Lycée Thiers. V Marseille se také spřátelil s pozdějším slavným francouzským spisovatelem Marcelem Pagnolem. Roku 1914 odjel studovat práva na ženevskou univerzitu do Švýcarska. Po studiích práv vystudoval ještě literaturu. Roku 1919 se stal švýcarským občanem. Téhož roku se oženil s Élisabeth Brocherovou, se kterou měl dceru Myriam. Roku 1925 se stal redaktorem prestižního časopisu Revue Juive (Židovská revue), kam přispívali i Albert Einstein či Sigmund Freud. V roce 1931, již jako vdovec, se oženil podruhé, ale manželství skončilo rozvodem.
Za 2. světové války odešel nejprve do Bordeaux, později do Londýna. Pracoval pro Židovskou agenturu. V roce 1943 zemřela v Marseille jeho matka a v tomtéž roce potkal Bellu Berkowichovou, která se stala jeho třetí ženou. Roku 1944 začal pracovat pro Mezinárodní komisi pro uprchlíky. Roku 1947 se vrátil do Ženevy. Roku 1957 mu byla nabídnuta funkce izraelského velvyslance, ale odmítl ji s tím, že se chce plně věnovat literatuře.
Od roku 1970 trpěl autor nervovými depresemi a anorexií. Změnil tehdy zásadně způsob svého života a, po vzoru svého přítele Marcela Pagnola, se věnoval uspořádání a propagaci svého díla, které kromě románů obsahovalo i množství novinových článků a zápisků.
Zemřel na zápal plic, 17. října 1981, ve věku 86 let. Je pochovaný na Židovském hřbitově ve Veyrier, blízko Ženevy.

## Dílo
Ve svých románech vytvořil postavu Solala, který byl zjevně autorovým alter egem. Nejznámějším dílem, v němž se Solal objevuje, je novela Belle du Seigneur (Milá Páně), která pojednává o milostném vzplanutí Solala k Ariane Deumeové, nežidovské vdané ženě. Roku 1968 získala novela cenu Francouzské akademie. Roku 1970 za ni obdržel titul rytíře Čestné legie. Literární kritik Joseph Kessel knihu označil za "centrální román francouzské literatury". V anketě 100 nejdůležitějších knih 20. století knize čtenáři deníku Le Monde zajistili 32. místo. Autorovo jméno bylo zmiňováno i v souvislosti s Nobelovou cenou, kterou ale nikdy nezískal.